# 코끼리새
코끼리새(영어: Elephant bird)는 마다가스카르에서 살았던 가장 크고(키로 보면 모아보다 조금 작다.) 무거운 새다. 가장 큰 알(둘레 1m, 지름이 30~40cm, 계란의 200배의 부피)을 낳는, 날지 못하는 새로도 유명하다. 코끼리새는 타조, 에뮤, 화식조, 키위와 같이 평흉류에 속한다. 마다가스카르에는 특수한 환경에 적응한 동물들이 나타났는데 이중에 코끼리새가 포함되었다. 하지만 인류의 정착 이후 점차 사람과의 생존경쟁에서 밀려 멸종했다. 현재 이 동물에 대해 남아있는 것은 알과 뼈 몇 조각뿐이다.

## 발견
코끼리새는 최소 17세기 이후로 멸종되었다. 1640~50년대에 마다가스카르 총독으로 역임했던 에티엔 드 플라쿠르(Étienne de Flacourt)는 타조같이 생긴 새이며, 사람이 살지 않는 지역에 서식한다고 언급했으나, 그가 이전 세대의 민담을 거듭 말했는지의 여부는 알려지지 않았다. 1659년, 플라쿠르는 '이 지역의 사람들을 받을 수 없도록 가장 외로운 곳을 찾아, 타조처럼 알을 낳고 암파트레스(Ampatres)에 서식하는 큰 새, 부로프라트라(vouropatra)'에 대해 글을 썼다. 마르코 폴로의 기록에 나오는 전설의 록(Roc)이 본질적인 면에서 코끼리새를 기반으로 한 것이라는 추측이 19세기 중후반에 특정한 인기를 끌었지만, 이는 논란의 여지가 있다.
1830~1840년 사이에 마다가스카르로 간 유럽의 탐험가들이 거대한 알과 알 껍데기를 찾아내었다. 영국 관찰자들은 뉴질랜드의 모아새에 대해 알고 있었기 때문에 거대한 새와 알의 이야기를 기꺼이 믿었다. 1851년, 코끼리새속(Aepyornis)과 아이피오르니스 막시무스(A. maximus)가 마다가스카르에서 얻어낸 뼈와 알에 근거해(특히 알이 매우 커서 당시 언론에 널리 보도되었다.) 이시도르 조프루아 생틸레르가 파리과학학회에서 발표한 논문으로 정확히 기술되었다.
온전한 알 두 개가 오스트레일리아 서부 남쪽에 있는 사구 퇴적층에서 발견된 적이 있는데, 하나는 1930년대(스콧강 알(the Scott River egg)), 다른 하나는 1992년(서반터스 알(Cervantes egg))에 발견된 것이다. 두 알 모두 게니오르니스 뉴토니(Genyornis newtoni, 플라이스토세에 출현한 오스트리아의 멸종한 거대새)가 아닌 아이피오르니스인 것으로 파악되었다. 이 알들은 마다가스카르에서 호주로 남극순환류를 타고 떠다닌 것으로 추정된다. 이를 지지하는 증거로 오스트레일리아 서부의 해안에 씻겨진 채 있던 두 개의 신선한 펭귄 알의 발견을 들 수 있으나, 케르겔렌 제도(Kerguelen Islands)에서 기원했을 수도 있으며, 타조알이 1990년대 초에 티모르해에서 떠다니는 것이 발견된 것도 그 증거로 들 수 있다.

## 계통 분류

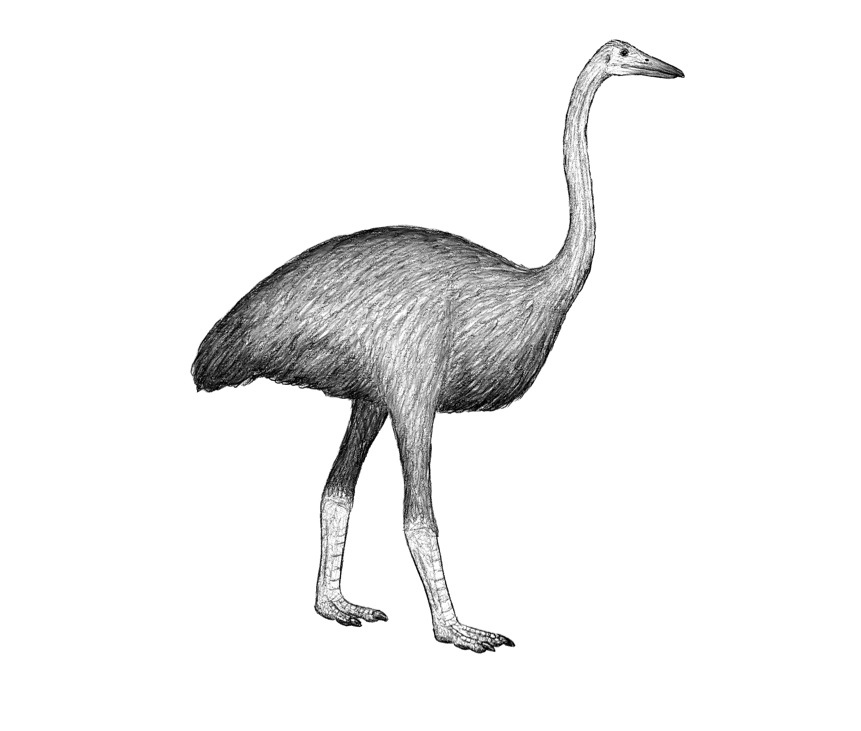
Mullerornis modestus

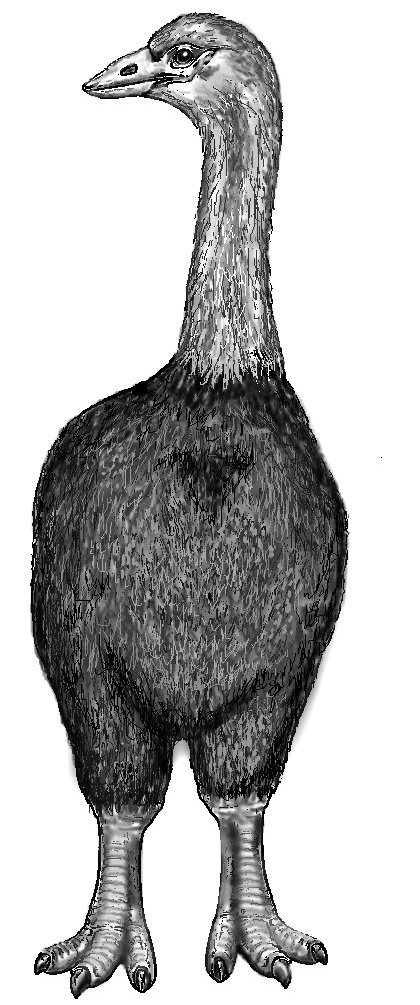
Aepyornis maximus 복원도

타조, 레아, 화식조, 에뮤, 키위, 그리고 모아새와 마찬가지로 코끼리새도 평흉류이다.(날 수 없고 가슴뼈에 용골돌기가 없다) 마다가스카르와 아프리카가 평흉류가 생기기 전에 분리되었기 때문에, 코끼리새는 날지 못하는 거대한 '원지(原地)'가 되어 흩어진 것으로 여겨졌다.
최근에는 DNA 염기서열 비교를 통해 코끼리 새의 가장 가까운 친척이 뉴질랜드 키위 새라는 사실이 밝혀졌으나, 이 두 계통이 약 5,400만 년 전에 서로 갈라진 것으로 추정되어 둘 사이의 분열은 깊다.
다음은 2014년 미첼(Mitchell)과 2013년 유리 등(Yuri et. al)의 연구에 기초한 계통 분류이다.
|  | 도요타조목 |
|  |            |
|  | † 모아목   |
|  |            |

|  | 키위목       |
|  |              |
|  | † 코끼리새목 |
|  |              |

|  | 화식조과 |
|  |          |
|  | 에뮤과   |
|  |          |

|  | 키위목       |
|  |              |
|  | † 코끼리새목 |
|  |              |

|  | 화식조과 |
|  |          |
|  | 에뮤과   |
|  |          |

|  | 키위목       |
|  |              |
|  | † 코끼리새목 |
|  |              |

|  | 화식조과 |
|  |          |
|  | 에뮤과   |
|  |          |

|  | 키위목       |
|  |              |
|  | † 코끼리새목 |
|  |              |

|  | 화식조과 |
|  |          |
|  | 에뮤과   |
|  |          |

|  | 도요타조목 |
|  |            |
|  | † 모아목   |
|  |            |

|  | 키위목       |
|  |              |
|  | † 코끼리새목 |
|  |              |

|  | 화식조과 |
|  |          |
|  | 에뮤과   |
|  |          |

|  | 키위목       |
|  |              |
|  | † 코끼리새목 |
|  |              |

|  | 화식조과 |
|  |          |
|  | 에뮤과   |
|  |          |

|  | 키위목       |
|  |              |
|  | † 코끼리새목 |
|  |              |

|  | 화식조과 |
|  |          |
|  | 에뮤과   |
|  |          |

|  | 키위목       |
|  |              |
|  | † 코끼리새목 |
|  |              |

|  | 화식조과 |
|  |          |
|  | 에뮤과   |
|  |          |

|  | 도요타조목 |
|  |            |
|  | † 모아목   |
|  |            |

|  | 키위목       |
|  |              |
|  | † 코끼리새목 |
|  |              |

|  | 화식조과 |
|  |          |
|  | 에뮤과   |
|  |          |

|  | 키위목       |
|  |              |
|  | † 코끼리새목 |
|  |              |

|  | 화식조과 |
|  |          |
|  | 에뮤과   |
|  |          |

|  | 키위목       |
|  |              |
|  | † 코끼리새목 |
|  |              |

|  | 화식조과 |
|  |          |
|  | 에뮤과   |
|  |          |

|  | 키위목       |
|  |              |
|  | † 코끼리새목 |
|  |              |

|  | 화식조과 |
|  |          |
|  | 에뮤과   |
|  |          |

|  | 도요타조목 |
|  |            |
|  | † 모아목   |
|  |            |

|  | 키위목       |
|  |              |
|  | † 코끼리새목 |
|  |              |

|  | 화식조과 |
|  |          |
|  | 에뮤과   |
|  |          |

|  | 키위목       |
|  |              |
|  | † 코끼리새목 |
|  |              |

|  | 화식조과 |
|  |          |
|  | 에뮤과   |
|  |          |

|  | 키위목       |
|  |              |
|  | † 코끼리새목 |
|  |              |

|  | 화식조과 |
|  |          |
|  | 에뮤과   |
|  |          |

|  | 키위목       |
|  |              |
|  | † 코끼리새목 |
|  |              |

|  | 화식조과 |
|  |          |
|  | 에뮤과   |
|  |          |

|  | 도요타조목 |
|  |            |
|  | † 모아목   |
|  |            |

|  | 키위목       |
|  |              |
|  | † 코끼리새목 |
|  |              |

|  | 화식조과 |
|  |          |
|  | 에뮤과   |
|  |          |

|  | 키위목       |
|  |              |
|  | † 코끼리새목 |
|  |              |

|  | 화식조과 |
|  |          |
|  | 에뮤과   |
|  |          |

|  | 키위목       |
|  |              |
|  | † 코끼리새목 |
|  |              |

|  | 화식조과 |
|  |          |
|  | 에뮤과   |
|  |          |

|  | 키위목       |
|  |              |
|  | † 코끼리새목 |
|  |              |

|  | 화식조과 |
|  |          |
|  | 에뮤과   |
|  |          |

|  | 도요타조목 |
|  |            |
|  | † 모아목   |
|  |            |

|  | 키위목       |
|  |              |
|  | † 코끼리새목 |
|  |              |

|  | 화식조과 |
|  |          |
|  | 에뮤과   |
|  |          |

|  | 키위목       |
|  |              |
|  | † 코끼리새목 |
|  |              |

|  | 화식조과 |
|  |          |
|  | 에뮤과   |
|  |          |

|  | 키위목       |
|  |              |
|  | † 코끼리새목 |
|  |              |

|  | 화식조과 |
|  |          |
|  | 에뮤과   |
|  |          |

|  | 키위목       |
|  |              |
|  | † 코끼리새목 |
|  |              |

|  | 화식조과 |
|  |          |
|  | 에뮤과   |
|  |          |

|  | 도요타조목 |
|  |            |
|  | † 모아목   |
|  |            |

|  | 키위목       |
|  |              |
|  | † 코끼리새목 |
|  |              |

|  | 화식조과 |
|  |          |
|  | 에뮤과   |
|  |          |

|  | 키위목       |
|  |              |
|  | † 코끼리새목 |
|  |              |

|  | 화식조과 |
|  |          |
|  | 에뮤과   |
|  |          |

|  | 키위목       |
|  |              |
|  | † 코끼리새목 |
|  |              |

|  | 화식조과 |
|  |          |
|  | 에뮤과   |
|  |          |

|  | 키위목       |
|  |              |
|  | † 코끼리새목 |
|  |              |

|  | 화식조과 |
|  |          |
|  | 에뮤과   |
|  |          |

|  | 도요타조목 |
|  |            |
|  | † 모아목   |
|  |            |

|  | 키위목       |
|  |              |
|  | † 코끼리새목 |
|  |              |

|  | 화식조과 |
|  |          |
|  | 에뮤과   |
|  |          |

|  | 키위목       |
|  |              |
|  | † 코끼리새목 |
|  |              |

|  | 화식조과 |
|  |          |
|  | 에뮤과   |
|  |          |

|  | 키위목       |
|  |              |
|  | † 코끼리새목 |
|  |              |

|  | 화식조과 |
|  |          |
|  | 에뮤과   |
|  |          |

|  | 키위목       |
|  |              |
|  | † 코끼리새목 |
|  |              |

|  | 화식조과 |
|  |          |
|  | 에뮤과   |
|  |          |

### 종 목록
아이피오르니스속에는 10~11종이 포함되어 있으나, 이들에 대한 유효성은 수많은 저자들이 이 종들을 전부 하나(막시무스 종)로 기술할 정도로 논쟁 중에 있다. 물레로르니스속(Mullerornis)에는 세 종이 분류되어 있다. 최근 논문에서는 아이피오르니스속 두 종과 물레로르니스 한 종으로 제한되었다.
- 코끼리새목 Newton 1884 [Aepyornithes Newton 1884][10]
  - 아이피오르니스속(Aepyornis) Geoffroy Saint-Hilaire 1850[13] (이명: 보롬베속(Vorombe) Hansford & Turvey 2018)
    - 아이피오르니스 힐데프브란티(Aepyornis hildebrandti) Burckhardt, 1893 (아종 두 개로 쪼개질 수 있음[12])
    - 아이피오르니스 막시무스(Aepyornis maximus) Hilaire, 1851

  - 물레로르니스(Mullerornis) Milne-Edwards & Grandidier 1894
    - 물레로르니스 모데스투스(Mullerornis modestus) (Milne-Edwards & Grandidier 1869) Hansford & Turvey 2018

모든 코끼리새는 코끼리새과로 분류되어 있으나, 일부 저자들은 아이피오르니스와 물레로르니스가 코끼리새목 내에 있는 각기 별개의 과(물레로르니스과(Mullerornithidae))로 분류되는 것으로 추정된다.

## 절멸 이후
코끼리새가 멸종한 지금은 몆 안되는 골격 표본과 알만 남아 있어, 마다가스카르에서는 코끼리새의 알의 껍질이 발견된다. 알이 타조의 것보다 훨씬 컸다.

## 이야기속의 새
코끼리새는 홀로 남은 신밧드가, 커다란 알을 구경하다가 새의 다리에 매달려서 어디론가 날아가는 이야기에 등장하는데, 실제 코끼리새는 천적이 없는 환경에 적응하기 위해 날개가 퇴화하여 날지 못한다.

## 같이 보기
- 홀로세 멸종